# أزاتادين
أزاتادين (بالإنجليزية: Azatadine)‏ هو ومضاد هيستامين له تأثير منوم.

## الزمرة الدوائية
مضادات الهيستامين، ومضادات التحسس.

## الاستعمال
حالات تحسسية:
- شرى.
- التهاب الأنف.
- اضطرابات جلد حكاكية.
- تفاعلات لسع ولدغ الحشرات.

## آلية التأثير
له فعالية مضادة للكولين ومضادة للسيروتونين. يقوم بحجب وسطاء تحرير الهيستامين من الخلايا البدينة (خلايا ماست) بمنع الكالسيوم من الدخول خلال قنوات الفولتاج المعتدة على الكالسيوم.

## الحرائك الدوائية
- الامتصاص: يمتص من جهاز الهضم (فموياً).
- ذروة التأثير: بعد 4 ساعات.
- الاستقلاب: قليل.
- العمر النصفي: 9-12 ساعة.
- الإطراح: عبر البول (كمستقبلات غير متبدلة).

## الجرعة
فموي:
1. البالغين: 1 ملغ مرتين/يوم ترفع إلى 2 ملغ مرتين/يوم عند الحاجة.
2. الأطفال: 6-12 سنة يعطى 0.5 - 1 ملغ/مرتين باليوم.

## طرق الإعطاء
يمكن أن تؤخذ مع أو بدون طعام (يؤخذ مع الطعام أو الحليب إذا كان هناك انزعاج معدي).

## تحذيرات
1. قد يعيق القدرة على القيادة وإدارة الآلات.
2. ارتفاع الضغط داخل العين.
3. تضيق القرحة stenosing peptic ulcer.
4. الغلكوما مغلقة الزاوية.
5. pyloroduodenal obstruction.
6. الصرع.
7. الحمل والإرضاع.
8. الحمل.
9. القصور الكبدي/الكلوي.

## التأثيرات الجانبية
كسل، دوخة، صداع، تعب، عصبية، تأثيرات مضادة للكولين، إفرازات قصبية سميكة، ألم مفاصل، التهاب البلعوم، زياة الشهية وزيادة الوزن، غثيان، إسهال، ألم بطني، جفاف الفم، غياب التنبه impaired alertness.

## مضادات الاستطباب
الولدان، المرضى الذين يتعالجون بمثبطات MAO، الإرضاع.

## التداخلات الدوائية
يزيط تثبيط CNS مع مثبطات الـCNS الأخرى: كالكحول، البروكاريازين، مضادات الاكتئاب ثلاثية الحلقة TCAs.
خطورة مميتة:
1. مثبطات MAO تزيد الفعل المضاد للكولين له.
2. زيادة الفعل التثبيط ي للأدوية المضادة القلق والمنومة.

## التداخلات المخبرية
قد يتداخل مع اختبارات الجلد.

## التداخلات الغذائية
قد يزيد الكحول من التأثير المنوم.

## الحمل
ينتمي لأدوية المجموعة B.

## الحفظ والتخزين
يحفظ في درجة 2-30 س.